# Paletwa
Paletwa és una ciutat de Myanmar, a l'estat Chin, al districte de Mindat, al township de Paletwa, a 18 km de la frontera amb Bangladesh. És l'antiga capital del districte de Northern Arakan, a 21° 18′ N, 92° 51′ E / 21.300°N,92.850°E a la riba oest del riu Kaladan. Era un insignificant poble quan fou elegit com a seu del govern del districte. El 1901 tenia només 481 habitants. Ara és més gran però no està entre les ciutats destacades del país però si és la ciutat més poblada de l'estat Chin, tot i no ser capital de districte.